# Days of the Lost
Days of the Lost (englisch Tage der Verlorenen) ist das erste Studioalbum der schwedischen Melodic-Death-Metal-Band The Halo Effect. Es erschien am 12. August 2022 über Nuclear Blast und erreichte Platz eins der schwedischen Albumcharts. 

## Entstehung
Die meisten Lieder wurden von den Gitarristen Niclas Engelin und Jesper Strömblad geschrieben, die sich regelmäßig zum jammen trafen. Die fertigen Songentwürfen gingen dann an den Sänger Mikael Stanne, der gleichzeitig das Album Moment seiner Hauptband Dark Tranquillity einsang. Das erste fertige Lied war Gateways. Laut Mikael Stanne hätte Daniel Svensson zuvor fast fünf Jahre lang nicht mehr Schlagzeug gespielt. Aufgenommen wurde das Album in den Crehate Studios in Göteborg über einen Zeitraum von sechs bis acht Monaten. Days of the Lost wurde von Oscar Nilsson produziert. Jens Bogren mischte das Album, während Tony Lindgren das Mastering übernahm. Das Albumcover wurde von Adrian Baxter entworfen. Bei dem Lied Last of Our Kind ist Trivium-Sänger Matthew Heafy als Gastsänger zu hören. Ursprünglich dachte die Band daran, dass Anders Björler (ex-At the Gates) ein paar Gitarrensoli einspielen könnte und weitere befreundete Musiker aus der Szene zu fragen. Schließlich bevorzugten die Bandmitglieder es, unter sich zu bleiben.

## Veröffentlichung
Am 9. November 2021 wurde mit Shadowminds die erste Single veröffentlicht, dem einen Tag später das dazugehörige Musikvideo folgte, bei dem Lucas Englund Regie führte. Die zweite Single Feel What I Believe samt Musikvideo folgte am 21. Januar 2022. Regie führten hier Theo Gabay und Morgan Jensen. Das Album wurde schließlich am 13. April 2022 angekündigt. Zeitgleich erschien die dritte Single Days of the Lost mitsamt dem Musikvideo, bei dem Theo Gabay Regie führte. Am 7. Juni 2022 erschien die vierte Single The Needless End. Dem Deluxe-Boxset des Albums liegt ein Dokumentarfilm auf BluRay bei. Am 7. Oktober veröffentlichte der Emperor-Sänger Ihsahn einen Remix des Liedes Shadowminds. Die japanische Version des Albums enthielt als Bonus das Lied The Path of Fierce Resistance. Das Lied wurde am 19. Mai 2023 außerhalb Japans als Single veröffentlicht.
Am 26. November 2023 war die Band in der Tatort-Folge Borowski und das unschuldige Kind von Wacken zu sehen. Am Ende der Folge spielt die Band beim Wacken Open Air das Lied Days of the Lost.

## Hintergrund
In dem Lied Days of the Lost geht es darum, seinen Platz im Leben zu finden und Erfahrungen als Außenseiter zu machen. Diese Erfahrungen sollen einen nach vorne bringen. Laut Mikael Stanne würde das Lied die Vergangenheit der Musiker widerspiegeln. Man soll aufstehen, sein wahres Ich zeigen und nicht zulassen, dass einem etwas im Wege steht. The Needless End befasst sich damit, dass Menschen unfähig wären, mit abstrakten Problemen umzugehen und dadurch gelähmt werden. Große oder unverständliche Probleme werden beiseite geschoben, um sich mit weniger wichtigen Themen zu beschäftigen.
Bei Feel What I Believe blicken die Musiker auf ihre Jugend zurück, wie sie im späten Teenager-Alter den Extreme Metal für sich entdeckten und sich in eine Szene stürzten, die gleichzeitig beängstigend wie anziehend war. Das dazugehörige Musikvideo ist an die der damaligen Bands angelehnt. Mikael Stanne zog die Inspiration für dieses Lied aus seinen damaligen Gefühlen und Gedanken.

„Als Teenager kann es frustrierend sein, so sehr hinter etwas zu stehen, das niemand zu verstehen scheint. Vielleicht will man auch gar nicht verstanden werden, sondern anders und einzigartig sein?“

## Rezeption

### Rezensionen
Sebastian Kessler vom Metal Hammer schrieb, dass Days of the Lost „nie zur reinen Retro-Show verkommt, da hörbar der Spaß am Trademark-Sound und treffsichere Songs im Vordergrund stehen“. „Grundlegend Neues ist nicht zu erwarten, dafür wohliges Jahrtausendwechselfeeling“. Kessler vergab sechs von sieben Punkten. Alexandra Michels vom deutschen Magazin Rock Hard schrieb, dass The Halo Effect „einerseits die musikalischen Wurzeln ehren, andererseits aber durchaus zeitgemäße, frische Einflüsse“ einbauen würden. Michels bewertete das Album mit neun von zehn Punkten. Toby Schaper vom deutschen Magazin Visions schrieb, dass The Halo Effect „dort weitermachen, wo In Flames zur Jahrtausendwende in Richtung Modern-, Groove- und Alternative Metal abgebogen sind“. Der „klassische Göteborg-Sound der 90er erhält ein Update durch die aktuellen Produktionsmöglichkeiten“.

### Chartplatzierungen
Days of the Lost stieg auf Platz eins der schwedischen Albumcharts ein. Es war das erste Debütalbum einer Metal-Band, das es auf die Spitzenposition der schwedischen Albumcharts schaffte.
| ChartsChartplatzierungen | Höchstplatzierung | Wochen |
| ------------------------ | ----------------- | ------ |
| Deutschland (GfK)        | 6 (3 Wo.)         | 3      |
| Österreich (Ö3)          | 6 (1 Wo.)         | 1      |
| Schweden (GLF)           | 1 (2 Wo.)         | 2      |
| Schweiz (IFPI)           | 8 (2 Wo.)         | 2      |

### Bestenlisten
| Publikation          | Liste                                    | Werk             | Platz    |
| -------------------- | ---------------------------------------- | ---------------- | -------- |
| Loudwire             | The 50 Best Rock + Metal Songs of 2022 a | Days of the Lost | J [ 15 ] |
| Metal.de             | Die 50 besten Alben des Jahres 2022      | Days of the Lost | 15       |
| Metal Hammer UK      | The top 10 melodeath albums of 2022      | Days of the Lost | 1        |
| Sweden Rock Magazine | Årets Album                              | Days of the Lost | 1        |

### Musikpreise
Days of the Lost wurde beim schwedischen Musikpreis Grammis in der Kategorie Hardrock/Metal nominiert. Der Preis ging jedoch an die Band Ghost für ihr Album Impera.